# Clyde Caldwell
Pour les articles homonymes, voir Caldwell.
Clyde Caldwell, né le 20 février 1948 à Gastonia (Caroline du Nord), est un peintre et illustrateur d'heroic fantasy américain. Il est surtout connu pour ses représentations de personnages féminins forts et sexy.
Avec son travail chez TSR dans les années 1980, il est considéré comme l'un des artistes ayant contribué à l'« âge d'or » de l'art fantastique.

## Biographie
Né le 20 février 1948 à Gastonia, en Caroline du Nord, Caldwell souhaite devenir artiste dès son plus jeune âge : « Je suis devenu artiste en quelque sorte par défaut [...]. Je ne pouvais rien faire d'autre ! J'ai fait de la musique pendant un certain temps. Je jouais de la guitare dans un groupe local. J'aimais aussi écrire des histoires et des chansons. Mais c'est le dessin et la peinture qui ont été les plus faciles pour moi ». Il commence à s'intéresser à l'art fantastique et à la science-fiction alors qu'il était au collège. « À l'époque, ce sont les couvertures des livres d'Edgar Rice Burroughs qui m'ont le plus influencé. Je voulais peindre des images comme ces couvertures. Mes parents m'ont toujours encouragé dans mon travail artistique, mais ils ne comprenaient pas pourquoi je peignais de la science-fiction. Ils voulaient que je peigne des paysages et des natures mortes ». Caldwell obtient un diplôme en beaux-arts à l'université de Caroline du Nord à Charlotte, puis un master en beaux-arts à l'université de Caroline du Nord à Greensboro. « Je pensais devenir enseignant, alors j'ai pensé que la maîtrise était une bonne idée. Lorsque j'ai commencé à travailler sur des fanzines, cette idée s'est évanouie ».

### Carrière
Clyde Caldwell travaille comme illustrateur pour le journal The Charlotte Observer et effectue des travaux commerciaux pour une agence de publicité, avant de réaliser des illustrations en free-lance pour des magazines, comme une série de couvertures de Cycle de Mars (Barsoom) pour Heavy Metal. Il réalise également des couvertures pour Dragon, publié par TSR, l'éditeur du jeu de rôle Donjons et Dragons. « J'ai reçu trois offres d'emploi de la part de TSR, Inc. lorsque j'étais pigiste. Finalement, la troisième fois, j'ai décidé de venir dans le Wisconsin pour rencontrer les personnes avec lesquelles je travaillais à distance et avec lesquelles je pourrais éventuellement travailler en personne si j'acceptais le poste. J'ai vraiment aimé l'entreprise et les gens, et j'ai donc accepté ce jour-là de travailler pour eux ». Les premières œuvres de Caldwell comprennent les couvertures des romans Greyhawk Adventures de 1985, le calendrier Lancedragon de 1985, trois peintures pour le calendrier Amazing Stories de 1986, la couverture et trois peintures intérieures pour le calendrier Dragonlance Legends de 1987, ainsi que plusieurs couvertures de modules Lancedragon. Il est également connu pour son travail sur Star Frontiers. L'artiste Larry Elmore commenta plus tard que les dragons de Caldwell, comparés à ceux d'autres artistes, semblaient « plus minces et plus serpentins ».
Caldwell se fait connaître en travaillant pour TSR de 1982 à 1992, illustrant de nombreux produits de Donjons et Dragons à une époque où le jeu est au sommet de sa popularité. Il est notamment connu pour son travail sur les modules de jeu Ravenloft et Gazetteer. À partir de 1992, il travaille à nouveau en tant qu'artiste indépendant.
Son travail est inclus dans la collection Masters of Dragonlance Art en 2002. Caldwell réalise des illustrations pour le jeu de cartes à collectionner Magic : L'Assemblée.
En 2014, Scott Taylor, du magazine Black Gate, nomme Clyde Caldwell 9C dans une liste des 10 meilleurs artistes de jeux de rôle des 40 dernières années, en déclarant : « Clyde a tiré grand profit de sa place et a offert un grand nombre d'œuvres sublimes et durables, bien qu'il n'ait jamais vraiment été du genre à sortir de TSR, même après avoir quitté la société, même si, comme beaucoup, il s'est lancé dans la couverture de romans ».

### Vie privée
Clyde Caldwell est marié et vit dans le Wisconsin.

## Publications
- (en) The Art of Clyde Caldwell, Fanfare/SQP inc, 2002